# Bandera de Tuvá
La bandera de Tuvá (en ruso, Респу́блика Тыва (Respúblika Tiva); en tuvano, Тыва Республика) surgió de un concurso convocado por el gobierno en 1991. Fue diseñada por Oyun-ool Sat, maestro de arte, y adoptada oficialmente el 17 de agosto de 1992. Fue consagrada por el 14.° dalái lama el 18 de septiembre de 1992.
El amarillo simboliza la riqueza y el budismo; el blanco, los sentimientos limpios; el celeste representa el cielo de Tuvá y el coraje y la firmeza de la gente, y es el color de los nómadas mongoles y turcos; las franjas representan la confluencia de los ríos Bii-Khem y Kaa-Khem en Kyzyl, que forman el Ulug-Khem o Yenisei.

## Banderas históricas

Bandera del Krai de Urianjái (1918-1921)
Bandera de la República Popular de Tuvá (1921-1926)
Bandera de la República Popular de Tuvá (1926-1930)
Bandera de la República Popular de Tuvá (1930-1933)
Bandera de la República Popular de Tuvá (1933-1941)
Bandera de la República Popular de Tuvá (1941-1943)
Bandera de la República Popular de Tuvá (1943-1944)
Bandera de la RASS de Tuvá (1962-1978)
Bandera de RASS de Tuvá (1978-1992)

## Colores
| Colores de la Bandera de Tuvá | Azul       | Blanco      | Amarillo   |
| ----------------------------- | ---------- | ----------- | ---------- |
| RAL                           | 6027       | 9016        | 1021       |
| CMYK                          | 57-22-0-10 | 0-0-0-0     | 0-20-100-0 |
| HEX                           | #63B3E6    | #FFFFFF     | #FECC00    |
| RGB                           | 99-179-230 | 255-255-255 | 254-204-0  |

- Datos: Q601206
- Multimedia: Flags of Tyva / Q601206